# Serra d'en Biosca
La Serra d'en Biosca és una serra a cavall dels municipis de Cruïlles, Monells i Sant Sadurní de l'Heura al Baix Empordà i Llambilles al Gironès.